# Estação Place d'Italie
Place d'Italie é uma estação das linhas 5, 6 e 7 do Metrô de Paris, localizada no coração do 13.º arrondissement de Paris.

## Localização
Place d'Italie, com três linhas de metrô, é a estação central que serve o 13.º arrondissement da capital francesa. As estações das três linhas estão localizadas sob a praça, que é o local de um importante complexo de vias, com o terminal da linha 5, o acesso ao pátio d'Italie (linha 6) e três ligações (entre as linhas 5 e 6, entre as linhas 6 e 7 e entre as linhas 7 e 5).
A estação da linha 5 está sob a praça, em curva na alça do terminal. A da linha 6 está orientada leste-oeste, ao lado leste da praça na entrada do boulevard Vincent-Auriol. Finalmente, a da linha 7 está orientada norte-sul, na entrada da avenue d'Italie.

## História
- 24 de abril de 1906: abertura ao público do trecho Passy – Place d'Italie da "linha 2 sud"
- 2 de junho de 1906: inauguração da primeira seção da linha 5 de Place d'Italie à Gare d'Orléans (atualmente Gare d'Austerlitz)
- 14 de outubro de 1907: fusão da linha 2 sud e da linha 5; as plataformas da linha 2 sud não são mais usadas
- 1 de março de 1909: abertura da linha 6 entre a Place d'Italie (antigas plataformas da linha 2 sud e Nation
- 15 de fevereiro de 1930: inauguração da estação da linha 10 sobre a extensão de Odéon a Porte d'Italie
- 26 de abril 1931: a linha 7 substitui a linha 10
- De 17 de maio a 6 de dezembro de 1931, e desde 6 de outubro de 1942: o trecho Place d'Italie - Étoile é integrado temporariamente e depois permanentemente à linha 6, a linha 5 sendo iniciada na alça da place d'Italie. Foi nesta data que a estação tomou sua configuração atual, com a passagem das linhas 6 e 7 e a linha 5 em terminal.
- De 25 de junho a 2 de setembro de 2007: as plataformas da linha 5 foram fechadas, a fim de permitir uma modificação do plano de via para reutilizar a Boucle d'Italie (Volta d'Italie), para melhorar o tráfego da linha, até então em impasse. A estação Campo-Formio foi o terminal provisório da linha.

Ela deve o seu nome à Place d'Italie sob a qual está localizada, no cruzamento de cinco grandes artérias parisienses: a avenue d'Italie, o boulevard Auguste-Blanqui, a avenue des Gobelins, o boulevard de l'Hôpital, e o boulevard Vincent-Auriol.
Em 2004, ela foi a oitava estação mais movimentada na rede, com 13,10 milhões de entradas diretas. Em 2011, 12 168 442 passageiros entraram nesta estação. Ela viu entrar 11 907 534 passageiros em 2013, o que a coloca na 16ª posição das estações de metrô por sua frequência.

## Serviços aos Passageiros

### Acesso
A estação tem quatro accessos situados em frente ao n° 182 do boulevard Vincent-Auriol, em frente ao n° 146 da boulevard de l'Hôpital, em frente ao n° 2 da rue Bobillot e na place d'Italie em frente à entrada do centro comercial Italie Deux.

### Plataformas
As plataformas das três linhas têm uma decoração no estilo Andreu-Motte: a cor dominante é o amarelo para a linha 5, o azul-escuro para a linha 6 e o verde para a linha 7. As plataformas da linha 7 têm no entanto perdido o assento deste estilo em meados da década de 2010, assim como os da linha 6, no final do ano de 2016.

### Intermodalidade
A estação é servida pelas linhas 27, 47, 57, 64, 67 e 83 da rede de ônibus RATP. À noite, é servida pelas linhas N15, N22, N31 e N144 da rede Noctilien.

## Pontos turísticos
- Prefeitura do 13.º arrondissement
- Immeuble Grand écran, obra do Japonês Kenzo Tange, que inclui escritórios e lojas. Deve o seu nome ao cinema do tela grande Gaumont, que foi fechada no início de 2006
- Centro comercial Italie 2
- Quartier de la Butte-aux-Cailles

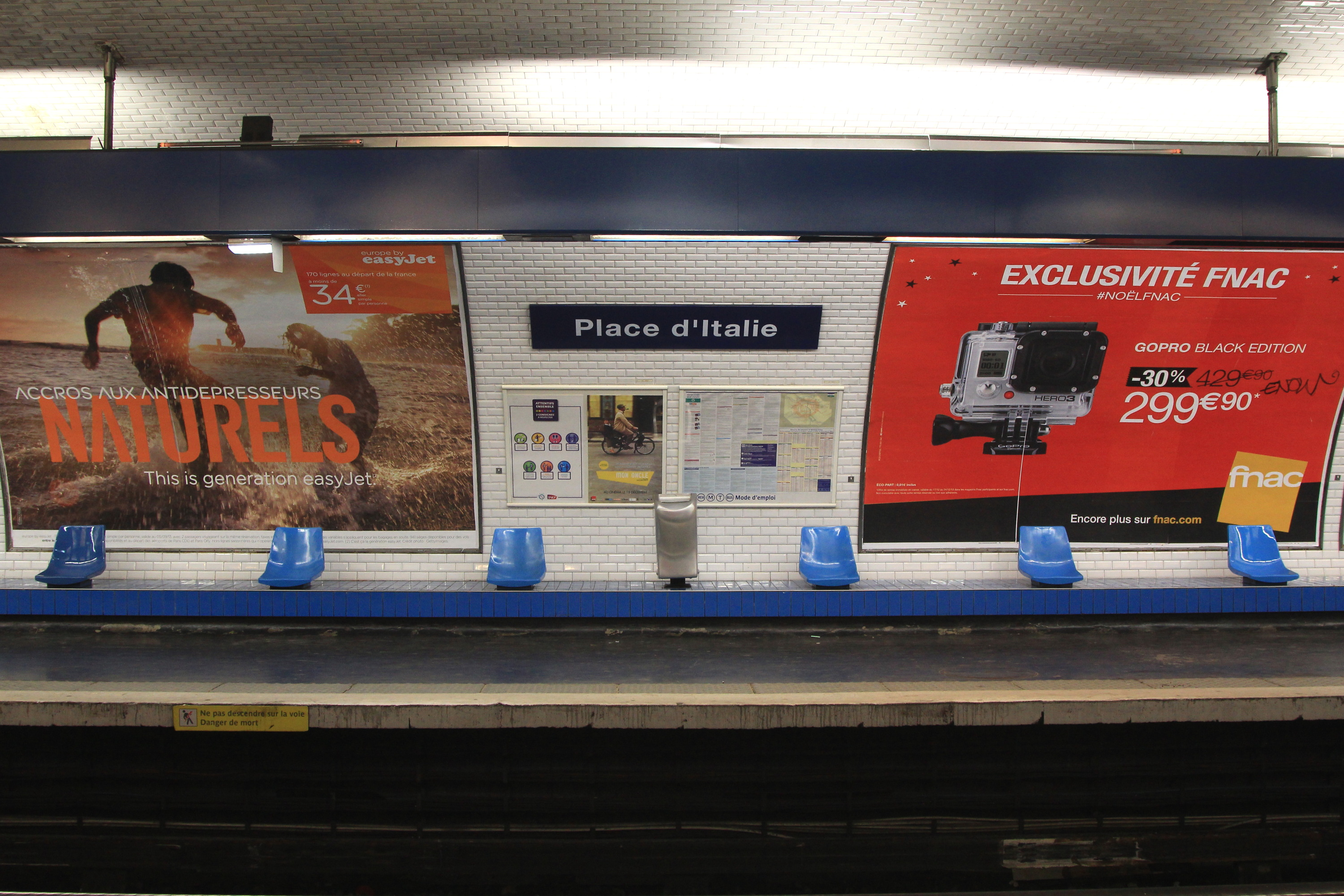
Uma plataforma da estação da linha 6. Note a fonte de letra da placa com o nome que não é habitual.
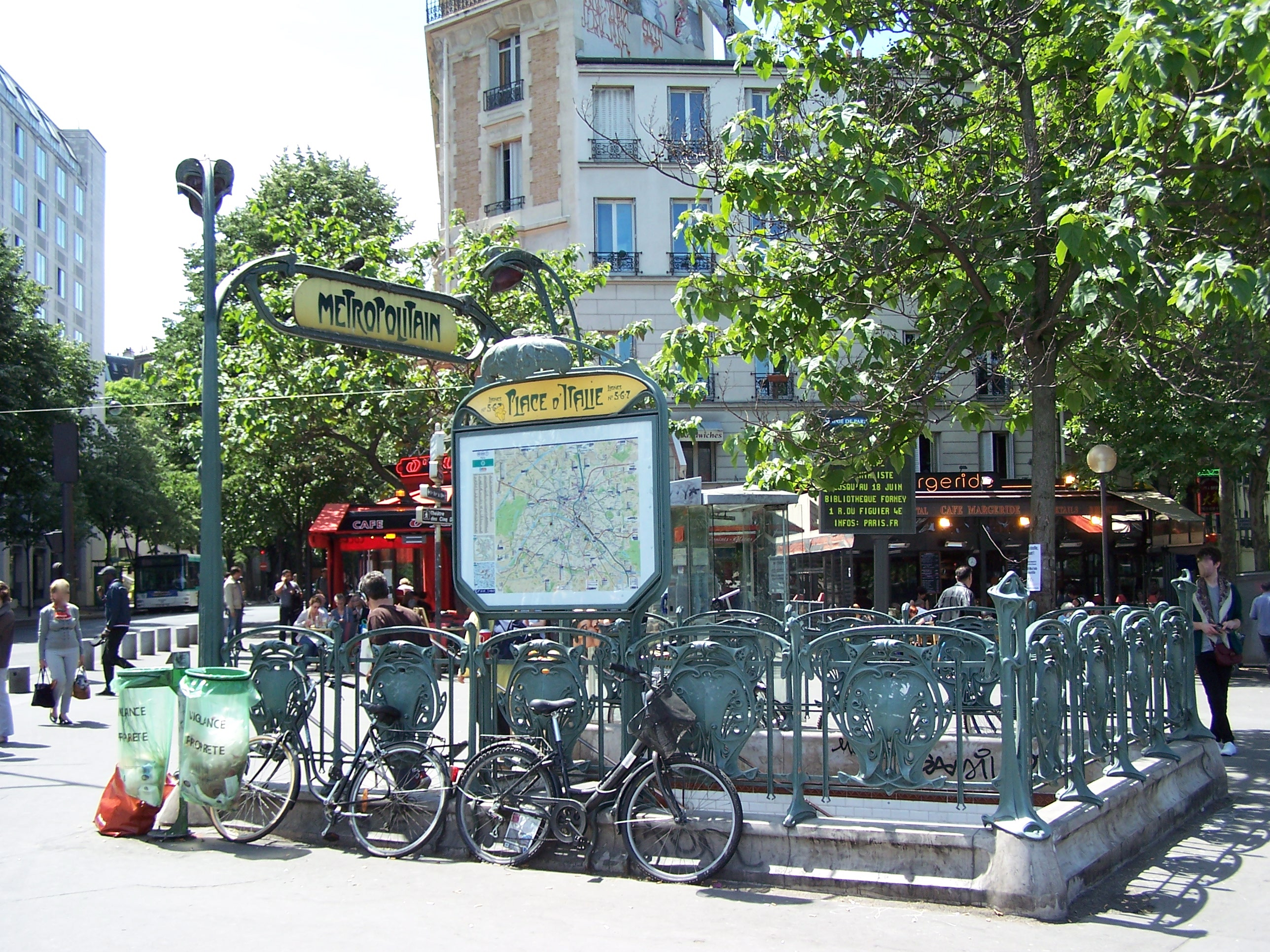
Uma das edículas de acesso, classificada no Monumentos históricos.
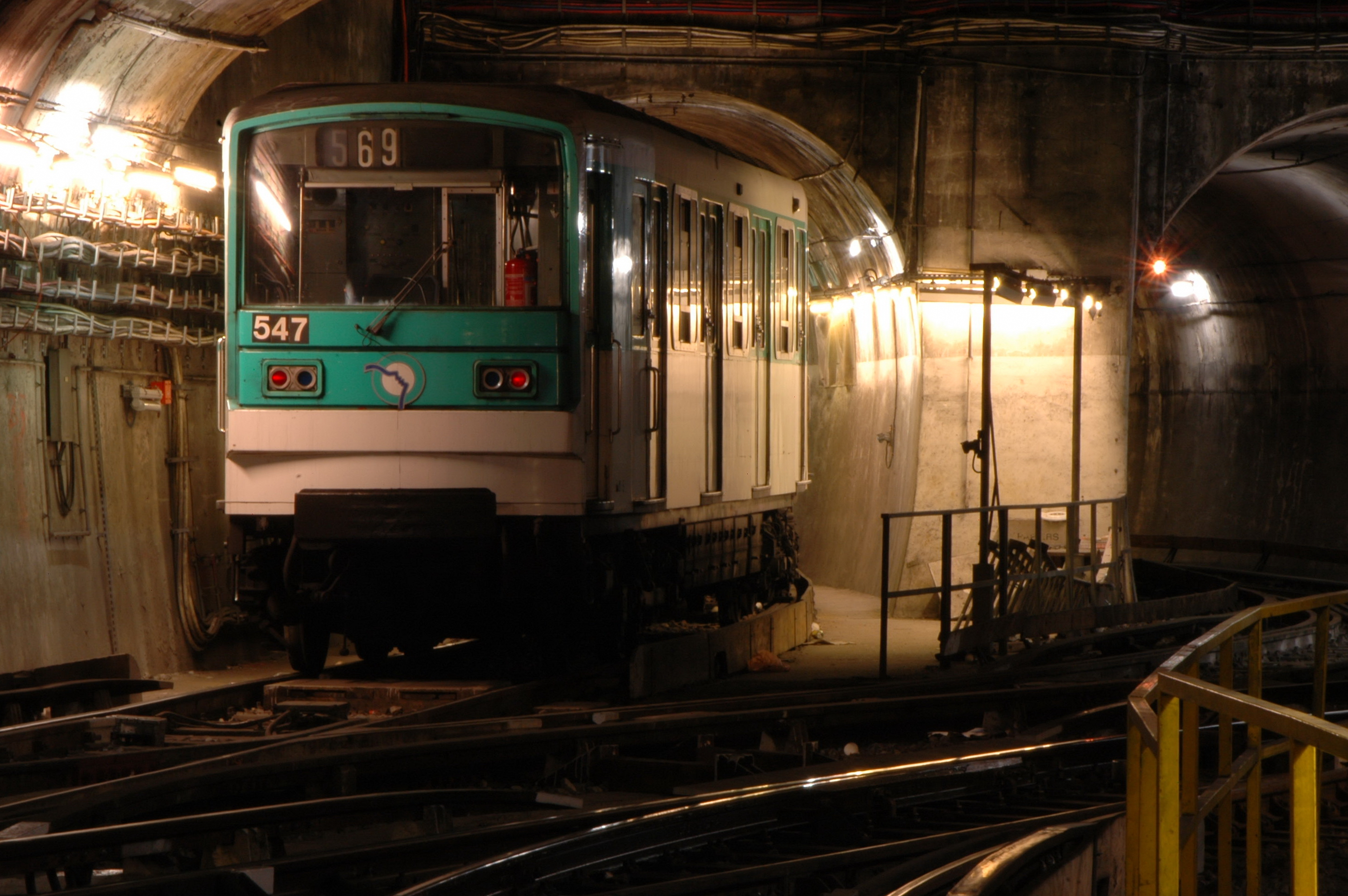
Um metrô de tipo MF 67 em uma ligação da estação.
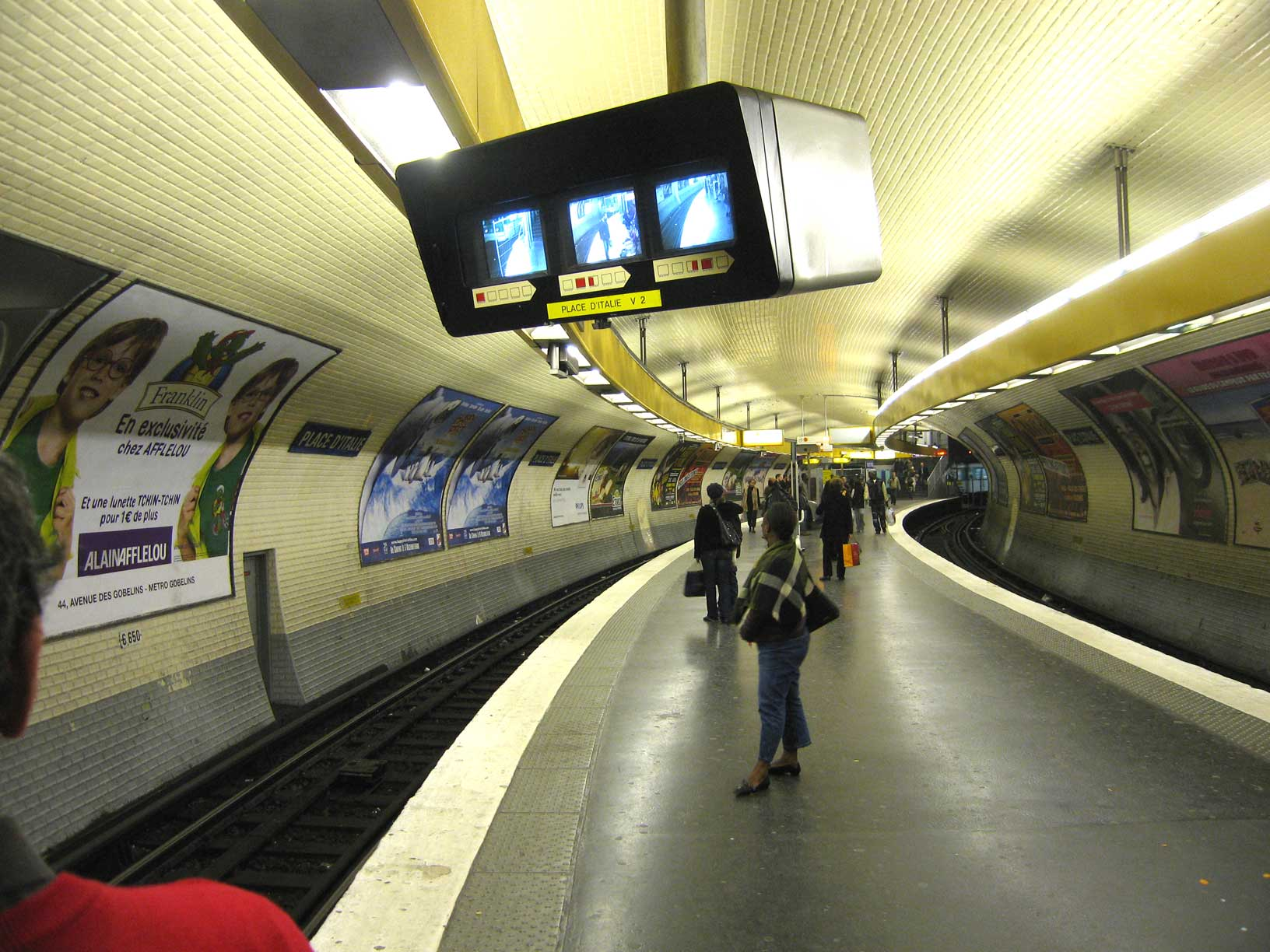
A estação da linha 5, em curva e na plataforma central. Estação terminal, ele não tem banco no estilo Andreu-Motte, nem assentos. Apenas a faixa amarela atesta o estilo citado.
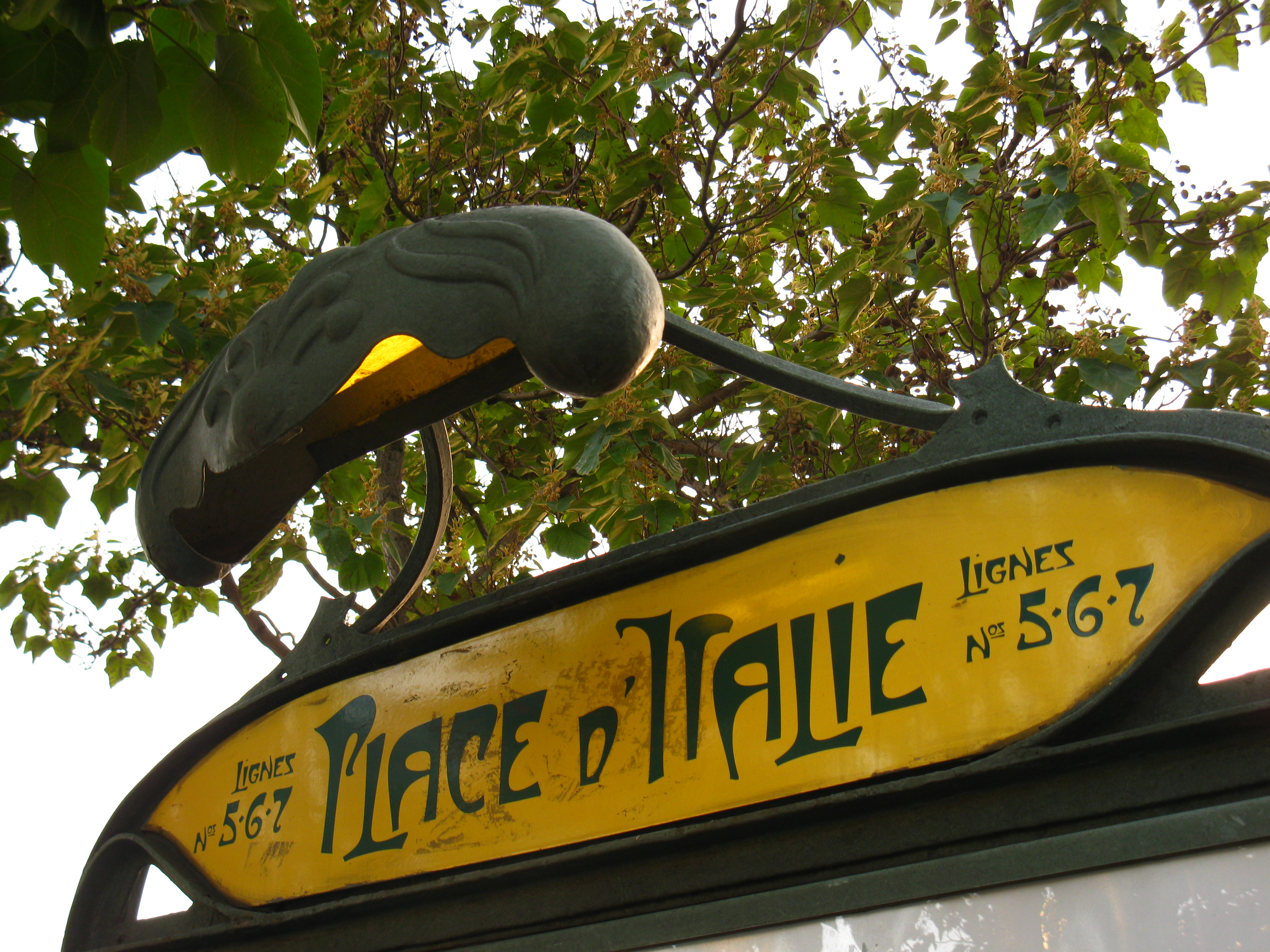
Tipografia na entrada da estação.